# Pheidole inscrobiculata
Pheidole inscrobiculata är en myrart som beskrevs av Hugo Viehmeyer 1916. Pheidole inscrobiculata ingår i släktet Pheidole och familjen myror. Inga underarter finns listade i Catalogue of Life.